# رسالة إلى والده

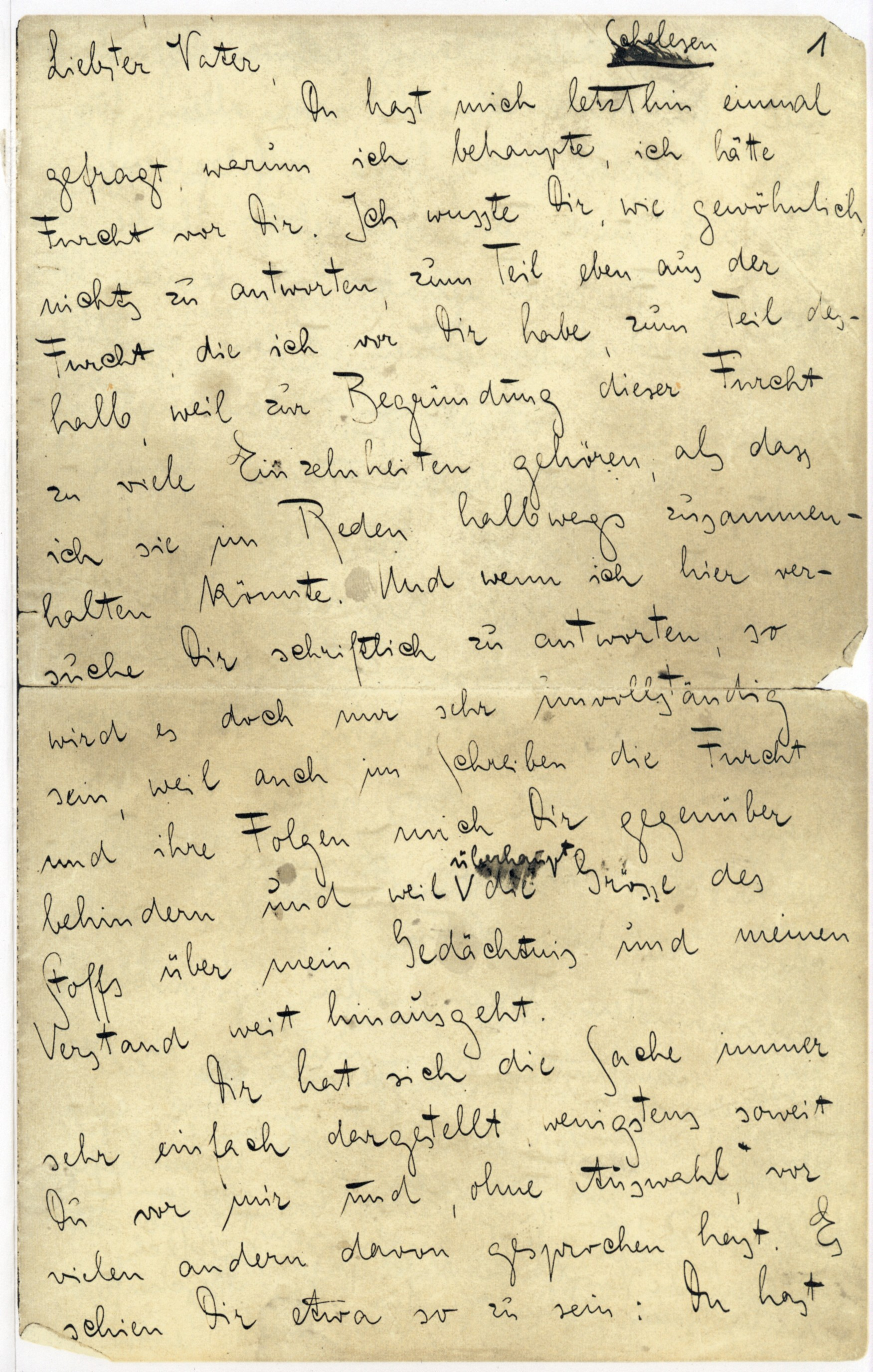
الصفحة الأولى من رسالة طولها 103 صفحة مكتوبة بخط يد كافكا"

رسالة إلى والده ((بالألمانية: Brief an den Vater)‏) هو الاسم المعروف لرسالة كتبها فرانس كافكا لوالده هيرمان كافكا في تشرين الثاني عام 1919، موجهاً له الاتهام على «الإساءة العاطفية» والسلوك والنفاق الذي أبداه اتجاهه وعامله به..
كان كافكا يأمل أن تلك الرسالة لتجسّر الفجوة بينه وبين والده، على الرغم من أنه وجّه نقداً شديد اللهجة لوالده.

"أبي العزيز
لقد سألتني مؤخراً عن سبب كوني أخشاك وأخاف منك على الدوام. وكالعادة، لم أكن أستطيع التفكير في إجابة لسؤالك، وجزء من ذلك هو أنني فعلاً أخاف منك، وجزء آخر من السبب أن الخوض في تفاصيل سبب الخوف سيقود إلى مزيد من التفاصيل أكثر بكثير مما أستطيع التفكير به أثناء الحديث عنه. وإذا ما حاولت إعطاءك إجابة كتابةً سيكون الجواب غير مكتمل......"

وفقاً لماكس برود، أعطى كافكا الرسالة لأمه لتسليمها لوالده. لكن والدته لم تسلم الرسالة قط، بل أعادتها إلى ابنها. طبع كافكا الرسالة الأصلية المؤلفة من 45 صفحة على الآلة الكاتبة، وصححها يدوياً. وأضيفت لها صفحتان ونصف الصفحة مكتوبة باليد.
ترجم إرنست قيصر وإيثين ويلكنز الرسالة إلى الإنجليزية، ونشرتها دار كتب شوكن عام 1966 باللغتين الإنجليزية والألمانية، وتضمن الإصدار أعمالاً أخرى لكافكا. نشرت ترجمة جديدة لحنا وريتشارد ستوكس عام 2008 بعنوان «أبي العزيز».

## الإصدارات
- رسالة إلى والده. إصدار ثنائي اللغة. نيويورك (ولاية): Schocken Books, 1966.
- أبي العزيز. (Oneworld Classics, 2008) ISBN 978-1-84749-025-4

تتضمن المجموعات التالية رسائل إلى والده (ترجمة قيصر وويلكنز):
- أبي العزيز. قصص وكتابات أخرى. New York: Schocken Books, 1954.
- The Sons. New York: Schocken Books, 1989.

## وصلات خارجية
- رسالة إلى والده على موقع الموسوعة البريطانية (الإنجليزية)

- فهارس عام استناداً إلى النص الأصلي بالألمانية

لم يتم العثور على روابط لمواقع التواصل الاجتماعي.